# William Carr (cầu thủ bóng đá)
William Henry Carr (15 tháng 11 năm 1848 – 22 tháng 2 năm 1924) là một cầu thủ bóng đá người Anh thi đấu ở vị trí thủ môn.

## Sự nghiệp
Sinh ra ở Sheffield, Carr thi đấu cho Owlerton, và có 1 lần ra sân cho đội tuyển quốc gia Anh in 1875.